# Buccinoidea
Buccinoidea é uma superfamília de gastrópodes marinhos pertencente à ordem Neogastropoda.

## Famílias
A superfamília Buccinoidea atualmente inclui as seguintes famílias:
- Família Austrosiphonidae Cotton & Godfrey, 1938
- Família Belomitridae Kantor, Puillandre, Rivasseau & Bouchet, 2012
- Família Buccinanopsidae Galindo, Puillandre, Lozouet & Bouchet, 2016
- Família Buccinidae Rafinesque, 1815
- Família Busyconidae Wade, 1917 (1867)
- Família Chauvetiidae Kantor, Fedosov, Kosyan, Puillandre, Sorokin, Kano, R. Clark & Bouchet, 2021
- Família Colidae J. E. Gray, 1857
- Família Colubrariidae Dall, 1904
- Família Columbellidae Swainson, 1840
- Família Cominellidae J. E. Gray, 1857
- Família Dolicholatiridae Kantor, Fedosov, Kosyan, Puillandre, Sorokin, Kano, R. Clark & Bouchet, 2021
- Família Eosiphonidae Kantor, Fedosov, Kosyan, Puillandre, Sorokin, Kano, R. Clark & Bouchet, 2021
- Família Fasciolariidae Gray, 1853
- Família Melongenidae Gill, 1871 (1854)
- Família Nassariidae Iredale, 1916 (1835)
- Família Pisaniidae J. E. Gray, 1857
- Família Prodotiidae Kantor, Fedosov, Kosyan, Puillandre, Sorokin, Kano, R. Clark & Bouchet, 2021
- Família Prosiphonidae A. W. B. Powell, 1951
- Família Retimohniidae Kantor, Fedosov, Kosyan, Puillandre, Sorokin, Kano, R. Clark & Bouchet, 2021
- Família Tudiclidae Cossmann, 1901